# Atenea pensativa

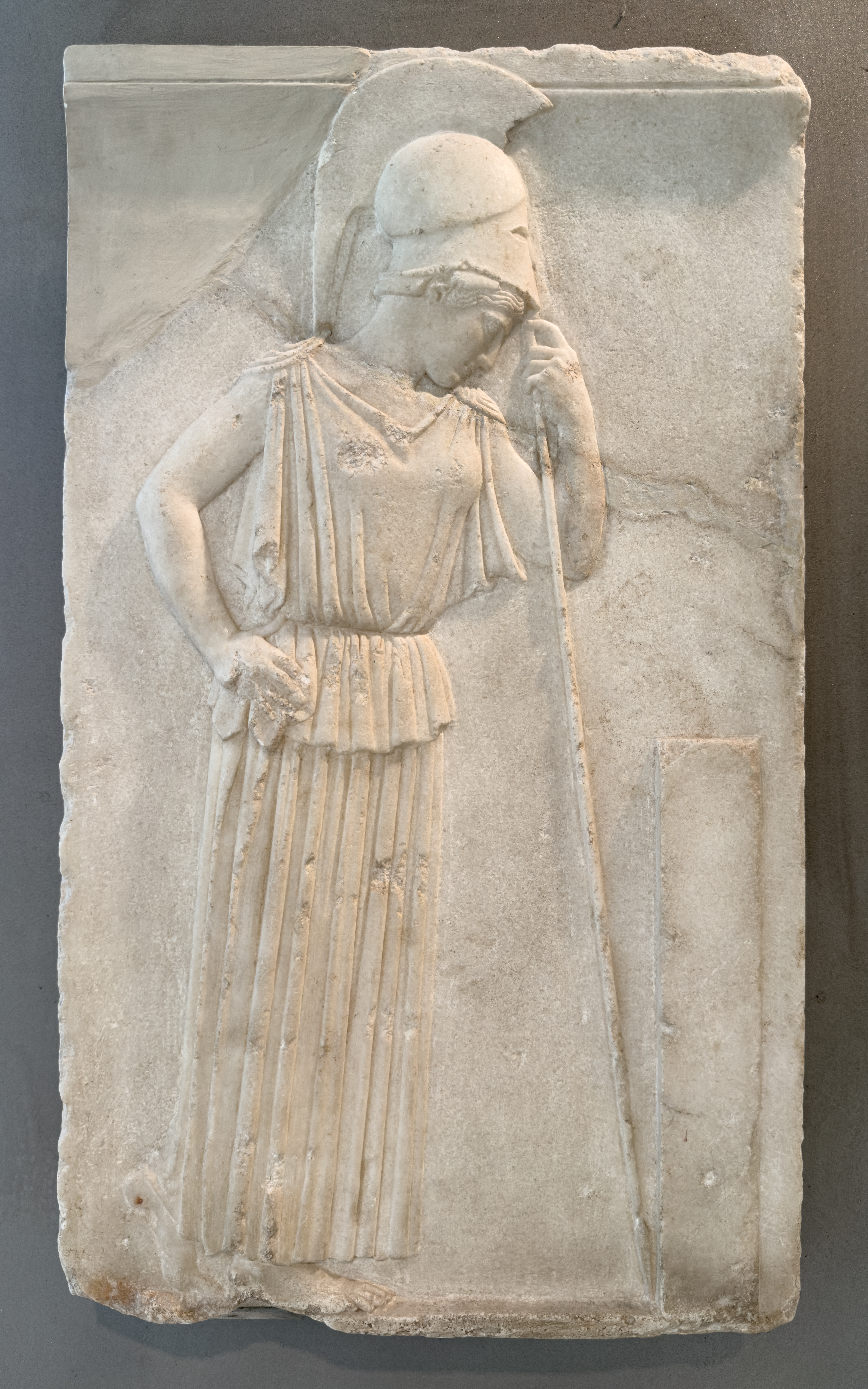
Imagen del relieve llamado Atenea pensativa, expuesta en el Museo de la Acrópolis, en Grecia.

La Atenea pensativa (en griego: Σκεπτομένη Αθηνά) es un relieve que data del año 460 a. C. y que fue esculpido por algún artista de los talleres del Ática, región de la Antigua Grecia, durante el Período clásico de Grecia, siguiendo esta representación los cánones del estilo severo, preámbulo del clasicismo ateniense.

## Hallazgo
La escultura fue hallada 1880 entre las ruinas de la Acrópolis de Atenas (Grecia). 

## Simbología
La pieza representa a Atenea. La diosa aparece en actitud pensativa vestida con el peplo y un casco corintio, con la cabeza apoyada en su lanza y estando situada de cara a una estela funeraria. Algunas interpretaciones de esta representación aseguran que en ella se muestra a la diosa apesadumbrada mientras lee una estela conmemorativa de la destrucción de Atenas durante las guerras médicas.

## Características
- Autor: Anónimo, (talleres de Ática).
- Estilo: Escultura griega clásica, estilo severo.
- Material: Mármol.
- Altura: 48 centímetros.
- Atuendo de Atenea: peplo (del latín peplum, a su vez del griego πέπλος) es una túnica femenina de la antigua Grecia, lanza y casco corintio.

## Conservación
La pieza se expone de forma permanente en el Museo de la Acrópolis de Atenas (Grecia), donde tiene asignado en el inventario el número 695.